# Poturzyn
Poturzyn – wieś w Polsce, położona w województwie lubelskim, w powiecie tomaszowskim, w gminie Telatyn.  Przez miejscowość przebiega droga wojewódzka nr 852 Józefówka - Nowosiółki - Witków.
Wieś tenuty poturzyńskiej w XVIII wieku. Do 1954 istniała gmina Poturzyn. W latach 1975–1998 wieś położona była w województwie zamojskim.
Wieś jest sołectwem w gminie Telatyn. Według Narodowego Spisu Powszechnego z roku 2011 wieś liczyła 591 mieszkańców.
Wierni Kościoła rzymskokatolickiego należą do parafii Przemienienia Pańskiego w Nowosiółkach.
Poturzyn sąsiaduje z Wasylowem, Suszowem, Witkowem i Nowosiółkami. Położony jest w zachodniej części Grzędy Sokalskiej. 
Jednym z najważniejszych elementów rzeźby są doliny, przeważnie głęboko wcięte, o dość stromych zboczach i wąskich, płaskich dnach. Na terenie miejscowości przeważają gleby wytworzone z lessów. Są to czarnoziemy i w małym stopniu gleby brunatne.

## Części wsi
| SIMC    | Nazwa            | Rodzaj    |
| ------- | ---------------- | --------- |
| 0901708 | Cegielnia        | część wsi |
| 0901714 | Kolonia Poturzyn | część wsi |
| 0901720 | Korea            | część wsi |
| 0901737 | Pustki           | część wsi |

## Historia

### Od XV do XIX wieku
Pierwsza wzmianka o miejscowości pochodzi z 1472. W 1588 król Zygmunt III Waza nadał Poturzyn Janowi Zamoyskiemu. W XVII w. wieś należała do dóbr królewskich, wchodząc najpierw w skład starostwa sokalskiego, a w XVII w. należała do niegrodowego starostwa w Poturzynie.
Jednym z późniejszych właścicieli Poturzyna był Tytus Woyciechowski - bliski przyjaciel Fryderyka Chopina, były pensjonariusz prowadzonej przez rodziców Chopina pensji w Warszawie. W lipcu 1830 Chopin przyjechał na zaproszenie Woyciechowskiego do Poturzyna. Kompozytor wspominał pobyt w Poturzynie w liście do Woyciechowskiego, napisanym po powrocie do Warszawy: Szczerze Ci powiem, że mi przyjemnie wspomnieć na to wszystko: jakąś tęsknotę zostawiły mi Twoje pola, ta brzoza pod oknami nie może mi wyjść z pamięci. Według Jarosława Iwaszkiewicza, Nokturn g-moll (op. 15 nr 3) stanowi muzyczną reminiscencję pobytu Chopina w Poturzynie.

### Wiek XX
14 sierpnia 1914 miała miejsce w Poturzynie bitwa, w której rany odniosło 1300 żołnierzy z armii rosyjskiej oraz austriackiej.
Podczas ewakuacji ludności polskiej z ich siedzib, doszło w dniu 1 kwietnia 1944 w Poturzynie do masowej zbrodni. Według Mariusza Zajączkowskiego, ataku na wieś dokonał oddział UNS-UPA, podszywając się pod partyzantkę AK. Partyzanci weryfikowali narodowość każdej spotkanej osoby przez posiadaną przez nią kenkartę, jak i rozmowy prowadzonej w języku polskim. Mordowano każdego, kto nie okazał dokumentu i odpowiadał po polsku. Wskutek tego ogółem zabito ok. 100 Polaków i ok. 20 Ukraińców, którzy najpewniej nie wiedząc z kim mają do czynienia, podawali się za Polaków. Z kolei według Jerzego Markiewicza sprawcami byli ukraińscy żołnierze z 14 Dywizji Grenadierów SS współdziałający z pododdziałem UPA, a liczba ofiar wyniosła 162 osoby.
Około 1947, podczas Akcji „Wisła”, wysiedlono wszystkich prawosławnych mieszkańców. Zabytkowa cerkiew z 1912 została w 1962 przetransportowana do odległej o 300 km wsi Rajsk.

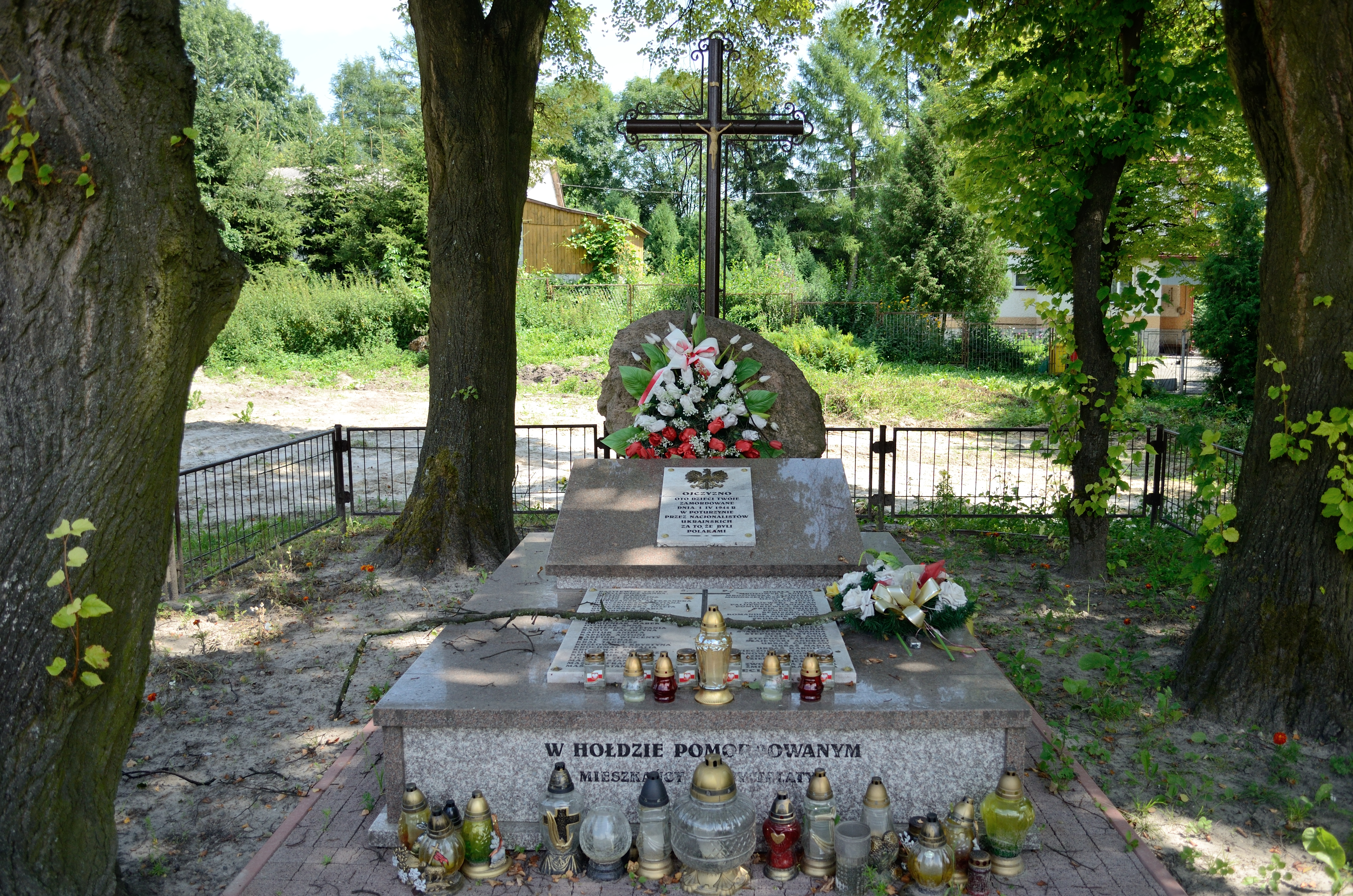
Mogiła wojenna zamordowanych przez nacjonalistów ukraińskich

W miejscowości była stacja kolejowa kolei wąskotorowej Poturzyn.

## Urodzeni w Poturzynie
- Mieczysław Augustyniak – polski polityk i  samorządowiec, poseł na Sejm w II RP , podporucznik rezerwy żandarmerii Wojska Polskiego[15].